# Solanum supinum
Solanum supinum är en potatisväxtart som beskrevs av Michel Félix Dunal. Solanum supinum ingår i släktet skattor som ingår i familjen potatisväxter. Inga underarter finns listade i Catalogue of Life.